# 플랑크 법칙

흑체 복사 스팩트럼

플랑크 법칙(독일어: Plancksches Strahlungsgesetz)은 물리학에서 온도 {\displaystyle T}의 흑체로부터 나오는 모든 파장의 복사를 설명한다. 플랑크 법칙을 주파수 {\displaystyle \nu }의 함수로 나타내면,
{\displaystyle I(\nu ,T)={\frac {2h\nu ^{3}}{c^{2}}}{\frac {1}{e^{\frac {h\nu }{kT}}-1}}.}
이 함수는 표면의 단위면적당 단위 입체각당 단위 주파수당 방출되는 파워(단위 시간당 에너지)를 나타낸다.
종종, 플랑크 법칙은 모든 입체각에 대해 적분하여 방출되는 파워에 대해 {\displaystyle u(\nu ,T)=\pi I(\nu ,T)}로 표현된다.
또는, 단위 부피에 대한 에너지에 대해, {\displaystyle u(\nu ,T)=4\pi I(\nu ,T)/c}로 표현된다.
이 함수 {\displaystyle I(\nu ,T)}는 h{\displaystyle \nu } = 2.82kT에서 최댓값을 갖는다.
그리고 주파수가 증가할수록 급격하게 감소한다.
플랑크 법칙을 파장 λ의 함수로 나타내면 (단위 입체각에 대해):,
{\displaystyle I'(\lambda ,T)={\frac {2hc^{2}}{\lambda ^{5}}}{\frac {1}{e^{\frac {hc}{\lambda kT}}-1}}.}
이 함수는 hc = 4.97λkT에서 최댓값을 가지며, 주파수에 대한 함수 최댓값에서 보다 1.76배 짧은 파장(큰 주파수)이다.
이것은 빈의 변위 법칙에서 사용되는 값이다.
주파수 범위 {\displaystyle [\nu _{1},\nu _{2}]}또는 파장 범위 {\displaystyle [\lambda _{2},\lambda _{1}]=[c/\nu _{2},c/\nu _{1}]}에서 방출되는 복사는 함수들의 적분으로 얻을 수 있다.
{\displaystyle \int _{\nu _{1}}^{\nu _{2}}I(\nu ,T)\,d\nu =\int _{\lambda _{2}}^{\lambda _{1}}I'(\lambda ,T)\,d\lambda .}
주파수의 증가는 파장은 감소에 대응되기 때문에, 적분 범위의 순서는 바뀐다.
다음 표는 각 기호에 대해 정의와 SI단위를 보여준다.
| 기호                       | 의미                                                                                       | SI 단위                                     | cgs 단위                                            |
| -------------------------- | ------------------------------------------------------------------------------------------ | ------------------------------------------- | --------------------------------------------------- |
| {\displaystyle I,I'\,}     | 스팩트럼 복사, 또는 단위 시간당 단위 표면 당 단위 입체각당 단위 주파수 또는 파장 당 에너지 | J·s−1·m−2·sr−1·Hz−1, 또는J·s−1·m−2·sr−1·m−1 | erg·s−1·cm−2·Hz−1·sr−1, 또는 erg·s−1·cm−2·sr−1·cm−1 |
| {\displaystyle \nu \,}     | 주파수                                                                                     | 헤르츠 (Hz)                                 | 헤르츠                                              |
| {\displaystyle \lambda \,} | 파장                                                                                       | 미터 (m)                                    | 센티미터 (cm)                                       |
| {\displaystyle T\,}        | 흑체의 온도                                                                                | 켈빈 (K)                                    | 켈빈                                                |
| {\displaystyle h\,}        | 플랑크 상수                                                                                | 줄 · 초 (J·s)                               | 에르그 · 초 (erg·s)                                 |
| {\displaystyle c\,}        | 광속                                                                                       | 미터 / 초(m/s)                              | 센티미터 / 초 (cm/s)                                |
| {\displaystyle e\,}        | 자연로그 밑 e, 2.718281...                                                                 | 무차원 상수                                 | 무차원 상수                                         |
| {\displaystyle k\,}        | 볼츠만 상수                                                                                | 줄 / 켈빈 (J/K)                             | 에르그 / 켈빈 (erg/K)                               |

## 같이 보기
- 흑체
- 막스 플랑크
- 보즈-아인슈타인 통계